# Kościół św. Piotra i Pawła w Helu
Kościół św. Piotra i Pawła w Helu – zdesakralizowany kościół ewangelicki w Helu przy ul. Bulwar Nadmorski 2.

## Historia
Powstał w XIV wieku. Rozbudowany w XV wieku (1417). W połowie XVI wieku przebudowany, dzięki czemu uzyskał układ trójnawowy z wieżą i prezbiterium. W czasie wojny szwedzkiej zburzony i odbudowany. Od tamtej pory był jednonawowy z nawą poprzeczną. Wieża drewniana powstała w 1670 roku. Po I rozbiorze Polski popadł w ruinę i został odbudowany dopiero pod koniec XIX w. Wieżę odbudowano.
W okresie II Rzeczypospolitej kościół należał do parafii ewangelickiej wchodzącej w skład superintendentury (diecezji) wejherowskiej Ewangelickiego Kościoła Unijnego.
W 1936 na mocy dekretu Prezydenta Mościciego z 21 sierpnia „O uznaniu Półwyspu Helskiego za rejon umocniony nakazano „niemieckim obywatelom Helu” opuścić miejscowość i przenieść się do Niemiec (za odszkodowaniem), choć w większości byli to obywatele II Rzeczypospolitej. Akcja ta zakończyła się w 1938 roku kiedy ostatni ewangelicy z Helu (było ich 440 osób) opuścili miasteczko, a kościół zamieniono na magazyny aprowizacyjne.
W czasie II wojny światowej kościół został uszkodzony, a po jej zakończeniu opuszczony przez ewangelików. W 1959 zorganizowano w nim pierwszą wystawę o tematyce rybackiej, a 6 maja 1972 utworzono w nim Muzeum Rybołówstwa.